# Juvelsolfågel
Juvelsolfågel (Cinnyris melanogastrus) är en fågelart i familjen solfåglar inom ordningen tättingar.

## Utbredning och systematik
Fågeln förekommer från Eritrea till Etiopien, nordöstra Demokratiska republiken Kongo, Uganda, Kenya och sydvästra Tanzania. Den kategoriserades tidigare som underart till smyckesolfågel (Cinnyris pulchellus), men urskiljs sedan 2016 som egen art av Birdlife International och IUCN, sedan 2024 även av IOC.

## Status
Den kategoriseras av IUCN som livskraftig.